# Lex Barkey
Lex Barkey (bürgerlich Alexander P. Barkey) ist ein deutscher Tontechniker und Musikproduzent aus Berlin, der sich auf Abmischung und Mastering von Pop, Hip-Hop und elektronischer Musik spezialisiert hat.

## Leben
Im Alter von sieben Jahren nahm Barkey Geigenunterricht und lernte zusätzlich Keyboard zu spielen.
Seine Karriere in der Musikindustrie begann 1997, damals als Musikproduzent und Rapper, wobei sein erster eigener Release dem Genre Trance zuzuschreiben ist. Im Anschluss arbeitete er eine Zeit lang für Echte Musik, das Label des Frankfurter Rappers Jonesmann. Zu dieser Zeit war Barkey hauptsächlich als Produzent tätig, wurde jedoch auch vermehrt im Bereich der Abmischung und des Mastering eingesetzt. Nachdem Barkey auf seine Abmischungen viel positive Resonanz erhalten hatte, widmete er sich ab 2006 vermehrt diesem Teil der Musik. 2006 erschien die von Barkey produzierte R&B-Single Fick dich von Jonesmann, welche er als großen Meilenstein in seiner Karriere ansieht.
Barkey ist mitverantwortlich für mehrere der meistverkauften Rapsongs in Deutschland aller Zeiten. So war er bei den 2016 erschienenen Songs Palmen aus Plastik und Ohne mein Team von Bonez MC und RAF Camora für das Mastering verantwortlich, während er beim 2017 erschienenen Was du Liebe nennst von Bausa abgemischt und gemastert hat. 2018 zeigte er sich auf 500 PS von Bonez MC und RAF Camora abermals für das Mastering verantwortlich während er 2019 auf Roller von Apache 207 wieder beide Tätigkeiten übernahm. Für alle genannten Lieder erhielt Barkey in Deutschland eine Diamantene Schallplatte für mehr als eine Million Verkäufe, womit die Singles zu den meistverkauften Singles des deutschen Musikmarktes gehören.

## Werke (Auswahl)

### Alben
- 2014: Akupunktur (Celo & Abdi; Abmischung, Mastering)
- 2016: Palmen aus Plastik (Bonez MC & RAF Camora; Mastering)[5]
- 2017: Anthrazit (RAF Camora; Mastering)
- 2017: Sampler 4 (187 Strassenbande; Mastering)
- 2018: Captain Fantastic (Die Fantastischen Vier; Mastering)
- 2018: Erde & Knochen (Kontra K; Mastering)
- 2018: Wolke 7 (Gzuz; Mastering)
- 2018: Palmen aus Plastik 2 (Bonez MC & RAF Camora; Mastering)[6]
- 2018: Rolexesh (Olexesh; Abmischung, Mastering)
- 2018: Vulcano EP (Bonez MC & RAF Camora; Mastering)[7]
- 2019: Zenit (RAF Camora; Mastering)
- 2019: Sie wollten Wasser doch kriegen Benzin (Kontra K; Abmischung, Mastering)
- 2020: Hollywood (Bonez MC; Abmischung, Mastering)[8]
- 2020: Hollywood Uncut (Bonez MC; Mastering, teilweise Abmischung)[9]
- 2020: Instinkt (Céline; Mastering)[10][11][12]
- 2021: Inhale/Exhale (LX; Abmischung, Mastering)[13]
- 2021: Mietwagentape 2 (Celo & Abdi; Abmischung, Mastering)
- 2022: Palmen aus Plastik 3 (Bonez MC & RAF Camora; Mastering)

### Singles
- 2016: Jeder für Jeden (Felix Jaehn & Herbert Grönemeyer; Mastering)
- 2016: Palmen aus Plastik (Bonez MC & RAF Camora; Mastering)
- 2016: Ohne mein Team (Bonez MC & RAF Camora; Mastering)
- 2017: Diamanten (Kontra K; Mastering)
- 2017: Like a Riddle (Felix Jaehn feat. Hearts & Colors & Adam Trigger; Abmischung)
- 2017: Was du Liebe nennst (Bausa; Abmischung, Mastering)
- 2018: Royals & Kings (Glasperlenspiel feat. Summer Cem; Mastering)
- 2018: In My Mind (Dynoro feat. Gigi D’Agostino; Abmischung)
- 2018: Wir 2 immer 1 (Vanessa Mai feat. Olexesh; Mastering)
- 2018: Zusammen (Die Fantastischen Vier feat. Clueso; Mastering)[14]
- 2018: Kokain (Bonez MC & RAF Camora; Mastering)
- 2018: 500 PS (Bonez MC & RAF Camora; Mastering)
- 2019: Roller (Apache 207; Abmischung, Mastering)
- 2019: Better (Lena × Nico Santos; Mastering)
- 2019: Warte mal (Fidi Steinbeck feat. Mark Forster; Mastering)
- 2019: 100% (Senidah & RAF Camora; Mastering)
- 2019: Breaking Me (Topic feat. A7S; Mastering)
- 2019: Grund genug (Madeline Juno; Mastering)
- 2020: Für mich (Céline; Mastering)
- 2020: Like I Love You (Nico Santos & Topic; Mastering)
- 2020: Emotions (Ufo361; Abmischung, Mastering)
- 2020: Wenn ich will (Céline; Mastering)
- 2020: Blue Jeans (Céline; Mastering)
- 2020: Best of Us (WIER; Mastering)
- 2020: Zu Besuch (Céline; Mastering)
- 2020: Überall (Céline; Mastering)
- 2021: Mom&Dad (Céline; Mastering)
- 2021: Hotel (Céline; Mastering)
- 2021: Blaues Licht (RAF Camora feat. Bonez MC; Mastering)
- 2022: Ballade (Loredana feat. Céline; Mastering)
- 2022: Letztes Mal (Bonez MC & RAF Camora; Mastering)
- 2022: Sommer (Bonez MC & RAF Camora; Mastering)
- 2023: Komet (Udo Lindenberg & Apache 207; Abmischung, Mastering)
- 2023: Geld machen jung (Shindy; Abmischung, Mastering)
- 2023: Komm in meine Arme (Lune feat. Céline; Abmischung, Mastering)
- 2024: Schwarzer Toyota (Skrt Cobain feat. Mark Forster & Ski Aggu; Mastering)
- 2024: Always on the Run (Isaak Guderian; Mastering)
- 2024: Du tust mir nicht gut:/ (Jumpa & Sampagne feat. Madeline Juno; Mastering)